# Ктенофора прикрашена

Самець (ліворуч) і самка

Ктенофора прикрашена (Ctenophora festiva) — вид комах з родини Tipulidae.

## Морфологічні ознаки
Великі (20-26 мм) чорно-жовті комарі з димчасто-бурою плямою на крилі, котра не доходить до його вершини; антени самців гребінчасті, з двома парами відростків; заднє стегно руде з чорною передвершинною смужкою.

## Поширення
Середня смуга південної Європи, Литва, Росія (південь європейської частини, південний схід Сибіру, Примор'я), північний Китай.
В Україні — Прикарпаття, Центр. Відомі також поодинокі знахідки в Донецькій області.

## Особливості біології
Біотопи/ яруси перебування: старі широколистяні або мішані ліси. Характер живлення: личинки в трухлявій деревині дупел дерев. Біологія розмноження: даних немає.

## Загрози та охорона
Загрози: санітарні чистки лісів (вирубування старих дерев).
Охорона не проводиться.